# نيك هوتون
نيك هوتون (بالإنجليزية: Nick Houghton)‏ هو عسكري بريطاني، ولد في 18 أكتوبر 1954 في أوتلي ‏ في المملكة المتحدة.